# Ammurin
Ammurin (tiếng Ả Rập: عمورين) là một ngôi làng Syria nằm ở Al-Suqaylabiyah Nahiyah ở huyện Al-Suqaylabiyah, Hama. Theo Cục Thống kê Trung ương Syria (CBS), Ammurin có dân số 1145 trong cuộc điều tra dân số năm 2004.